# Detective Knight: Redemption
Detective Knight: Redemption (también conocida simplemente como Christmas Knight) es una película de acción navideña estadounidense de 2022 dirigida por Edward John Drake, a partir de un guion de Drake y Corey Large, y producida por Large, Randall Emmett y George Furla. Sirviendo como la segunda entrega de la trilogía Detective Knight, y como secuela de Detective Knight: Rogue (2022), está protagonizada por Paul Johansson y Bruce Willis.
Detective Knight: Redemption fue estrenada por Lionsgate en cines limitados y VOD el 9 de diciembre de 2022, seguido de su lanzamiento en DVD y Blu-ray el 17 de enero de 2023.

## Reparto
- Paul Johansson como Ricky Conlan
- Bruce Willis como James Knight
- Corey Large como Mercer
- Jimmy Jean-Louis como Godwin Sango
- Miranda Edwards como Anna Shea
- Beau Mirchoff como Casey Rhodes
- Hunter Daily como Lily
- Alice Comer como Clara
- Lochlyn Munro como Eric Fitzgerald
- Cody Kearsley como Dajon
- John Cassini como el alcalde Vassetti
- Jerry Yu como Arthur Vassetti
- Cesar Miramontes como Mike Herves

## Producción
En octubre de 2021, Bruce Willis firmó para protagonizar una película de acción bajo el título provisional Christmas Knight, del escritor y director Edward John Drake, para una producción consecutiva con Devil's Knight en Vancouver, Canadá, del 17 de noviembre al 14 de diciembre de 2021. La filmación terminó el 9 de enero de 2022, mientras que se confirmó que Trevor Gretzky repitió su papel en ambas películas. Para septiembre de 2022, Christmas Knight fue rebautizada como Detective Knight: Redemption y fijó una fecha de estreno para el 9 de diciembre de 2022. Para noviembre de 2022, Lochlyn Munro, Corey Large, Miranda Edwards y Beau Mirchoff estaban listos para repetir sus papeles de la primera película, mientras que John Cassini, Jerry Yu y Paul Johansson se agregaron al elenco. Detective Knight: Redemption es una de las últimas películas protagonizadas por Willis, quien se retiró de la actuación porque le diagnosticaron afasia.

## Estreno
Detective Knight: Redemption fue estrenada por Lionsgate en cines limitados y VOD el 9 de diciembre de 2022, seguido de su lanzamiento en DVD y Blu-ray el 17 de enero de 2023.